# Justified and Stripped Tour
Justified and Stripped Tour jest to tournée Justin Timberlake'a i Christiny Aguilery. Jest to połączenie ich tournée Justified Tour (z 2003 roku) i Stripped World Tour (z 2003 roku). Christina Aguilera podczas tej trasy promuje płytę Stripped (z 2002 roku) a Justin Timberlake swój debiutancki album Justified (z 2002 roku).
W 2003 czytelnicy czasopisma Rolling Stone uznali Justified and Stripped Tour za najlepszą trasę koncertową roku.

## Piosenki wykonywane przez Justina Timberlake'a
| Slot | Tytuł                        |
| ---- | ---------------------------- |
| 01   | Video Introduction           |
| 02   | Rock Your Body               |
| 03   | Right For Me                 |
| 04   | Gone / Girlfriend / Senorita |
| 05   | Still On My Brain            |
| 06   | Nothin' Else                 |
| 07   | Tap Dance Dance Break        |
| 08   | Cry Me a River               |
| 09   | Let's Take A Ride            |
| 10   | Beat Box Break               |
| 11   | Last Night                   |
| 12   | Take It From Here            |
| 13   | Like I Love You              |

## Piosenki wykonywane przez Christinę Aguilerę
| Slot | Tytuł                                             |
| ---- | ------------------------------------------------- |
| 01   | Intro: Stripped, Pt. 1                            |
| 02   | Dirrty                                            |
| 03   | Get Mine, Get Yours                               |
| 04   | The Voice Within                                  |
| 05   | Genie in a Bottle                                 |
| 06   | Can’t Hold Us Down                                |
| 07   | Make Over                                         |
| 08   | Medley: Contigo en La Distancia/Falsas Esperanzas |
| 09   | Infatuation                                       |
| 10   | Come on Over Baby (All I Want Is You)             |
| 11   | Cruz                                              |
| 12   | Video Interlude: Loving Me 4 Me                   |
| 13   | Impossible                                        |
| 14   | At Last                                           |
| 15   | Lady Marmalade                                    |
| 16   | Walk Away                                         |
| 17   | Fighter                                           |
| 18   | Video Interlude: Stripped, Pt. 2                  |
| 19   | "What a Girl Wants"                               |
| 20   | Beautiful (Encore)                                |

## Personel
- Dyrektor muzyczny, aranżer: Rob Lewis[2]